# Боллетьери, Ник
Ни́колас Джеймс (Ник) Боллетье́ри (англ. Nicholas James "Nick" Bolletieri; 31 июля 1931, Пелем — 4 декабря 2022, Брейдентон, Флорида) — американский теннисный тренер. Основатель и бессменный руководитель Теннисной академии «Ник Боллетьери» (Брейдентон, Флорида), воспитавшей 12 первых ракеток мира среди мужчин и женщин в одиночном и парном разряде. Член Международного зала теннисной славы с 2014 года.

## Биография
Ник Боллетьери родился в Пелеме (штат Нью-Йорк) в семье Джеймса и Мэри Боллетьери. Его отец был аптекарем. В детстве он увлекался футболом и баскетболом, а теннис, как и другие чернокожие, итальянские и ирландские мальчишки из его компании, считал «спортом для девчонок». Во время учёбы в колледже Спринг-Хилл в Мобиле (Алабама) родственник уговорил его поучаствовать в отборе в теннисную сборную колледжа, где не хватало шестого игрока. Ник попал в сборную и до конца учёбы выступал за колледж.
Окончив колледж с первой степенью по философии, Ник пошёл добровольцем в армию. За два с половиной года службы в десантных войсках, которую Ник закончил в чине первого лейтенанта, он успел послужить в Японии в последние месяцы Корейской войны, хотя в основном работал тренером по теннису на разных базах. После увольнения он по настоянию отца поступил на юридический факультет Университета Майами, но проучился там всего несколько месяцев. Бросив учёбу, он, чтобы содержать семью (к этому времени он женился на помощнице дантиста Филис Джонсон и у них родился сын Джимми), пошёл на работу тренером в местном теннисном клубе. Среди его учеников в этот период был будущий ведущий американский игрок Брайан Готтфрид. В зимние месяцы он выполнял такую же работу в дорогом отеле в Дорадо (Пуэрто-Рико). Именно там его заметил известный тренер по американскому футболу Винс Ломбарди, который посоветовал ему переключиться на работу с детьми и направил его в детский спортивный лагерь.
В 1975 году Боллетьери предложили новую работу в курортном отеле на Флорида-Кис, быстро превращавшемся в популярное место для теннисистов. Это фактически был первый шаг к собственной теннисной школе: в этот период Ник начал работать с девятью одарёнными детьми, среди которых были Джимми Ариас, Аарон Крикстейн, Карлинг Бассетт, Кэтлин Хорват и Пэм Касаль. Заняв денег, он открыл в 1978 году в Брейдентоне (Флорида) Академию Ника Боллетьери, где, памятуя о своём детском отношении к теннису как к девчачьей игре, установил военную дисциплину и беспощадный тренировочный режим, напоминавший учебные базы коммандос.
Академия быстро привлекла новых талантливых учеников, среди которых были 14-летний Джим Курье, 13-летний Андре Агасси, а позже молодая югославская теннисистка Моника Селеш. В 1991 году Борис Беккер первым из воспитанников Боллетьери взошёл на высшую ступень в мировой теннисной иерархии, а за ним последовал ещё целый ряд выпускников. Сербка Елена Янкович стала в этом ряду уже десятой.
Боллетьери как тренера отличало чутьё на талант (его ученик Джимми Ариас вспоминает, как тот разглядел дар Андре Агасси, в начале учёбы отличавшегося красивыми, но неточными ударами), знание психологии (характерным примером являются сёстры Уильямс, на которых он никогда не распространял казарменную дисциплину, обязательную для других воспитанников) и ставка на игру с задней линии, сильную подачу и мощный форхенд — удар открытой ракеткой. Обозреватель Tennis Magazine Питер Бодо говорит, что техника, прививаемая в Академии Боллетьери, опередила своё время и стала основой современного стиля игры. Хотя его система давала результаты, которые мало кому удавалось превзойти, её одноплановость часто вызывала критику. Джон Макинрой отзывался о Боллетьери как о человеке, ничего не понимающем в теннисе, отец Андре Агасси Майк критиковал его за то, что он отучил Андре от игры у сетки. Несколько раз будучи выдвинут кандидатом в члены Международного зала теннисной славы, Боллетьери постоянно проигрывал голосование, и избрание состоялось только в 2014 году. Сам тренер, впрочем, утверждал, что в Зал славы не рвётся. За свою карьеру он также собрал множество других наград: Tennis Magazine в 2000 году включил его в список 50 наиболее влиятельных людей в мире тенниса, журнал Sporting Life за год до этого — в аналогичный список из 25 имён, он является почётным членом Ассоциации теннисных журналистов, олимпийский комитет США в 1999 году признал его теннисным тренером года, а британская Ассоциация лаун-тенниса в 2010 году присудила ему премию за вклад на протяжении карьеры. Имя Боллетьери включено в списки Залов спортивной славы Флориды (2004) и Алабамы (2009), Зала американо-итальянской славы (2002), Зала славы теннисной индустрии (2011) и Зала славы ассоциации теннисных профессионалов США (USPTA).
Боллетьери сохранял отличную спортивную форму и продолжал тренировать детей и в начале XXI века, когда ему уже исполнилось 80 лет. Его ставка составляла 900 долларов в час за частный урок. Среди молодых дарований, с которыми он работал в последнее время, — японец Кэй Нисикори, американский теннисист Дональд Янг и юниорки Сачия Викери, Виктория Дюваль и Алисия Блэк. Он также тренировал младшего брата Новака Джоковича — Георгия. За свою жизнь Ник был женат восемь раз; помимо Джимми — его первенца от брака с Филис Джонсон — у него ещё пять детей, в том числе две дочери от третьей жены Джери Сильвестер, с которой он прожил 12 лет, и двое детей от Келли Хендлер; он также усыновил двух детей из Эфиопии.
В последние несколько лет жизни состояние здоровья Боллетьери ухудшилось. Он отказывался посещать докторов, но в 2020 году потерял сознание во время очередного занятия; у тренера была диагностирована почечная инфекция. В ноябре 2022 года появилось сообщение о его смерти, но Боллетьери на официальной странице в Instagram опроверг эту информацию. Скончался 4 декабря того же года

## Воспитанники Ника Боллетьери

### Первые ракетки мира среди мужчин
Одиночный разряд
1. Борис Беккер
2. Джим Курье
3. Андре Агасси
4. Марсело Риос

Парный разряд
1. Марк Ноулз
2. Максим Мирный

### Первые ракетки мира среди женщин
Одиночный разряд
1. Моника Селеш
2. Мартина Хингис (также в парном)
3. Винус Уильямс (также в парном)
4. Серена Уильямс (также в парном)
5. Мария Шарапова
6. Елена Янкович

Парный разряд
1. Анна Курникова

### Игроки первой десятки рейтинговATPиWTA
Мужчины
- Томми Хаас (2-я ракетка мира)
- Брайан Готтфрид (3-я ракетка мира)
- Брэд Гилберт (4-я ракетка мира)
- Томас Энквист (4-я ракетка мира)
- Джимми Ариас (5-я ракетка мира)
- Аарон Крикстейн (6-я ракетка мира)
- Марк Филиппуссис (8-я ракетка мира)

Женщины
- Мари Пьерс (3-я ракетка мира)
- Николь Вайдишова (7-я ракетка мира)
- Карлинг Бассетт (8-я ракетка мира)
- Кэтлин Хорват (10-я ракетка мира)